# ラッサ熱
ラッサ熱（ラッサねつ、英: Lassa fever）は、ラッサウイルスによるウイルス性感染症。ウイルス性出血熱の1つ。

## 概要
サハラ以南西アフリカの国であるナイジェリア、リベリア、セネガル、ギニア、シエラレオネ等で毎年流行し、特に雨期よりも乾期に流行することが多い。毎年20万人以上が感染。感染者のおよそ80%が軽症であるが、約20%が重症となり致死率は感染者の1～2%程度。この地域での年間死者数は約5000人。妊婦は重症化し易く、胎内死亡、流早産を起こしやすい。

## 歴史
1969年、ナイジェリアのラッサ村にて最初の患者が発生。1970年代にウイルスが分離され、村名にちなんでラッサウイルスと命名された。
日本では1987年にシエラレオネからの帰国者が発症している。

## 病原体
アレナウイルス科に属し1本鎖RNAをもつ。

## 疫学
アフリカ大陸に広範に分布するネズミの一種、サハラタチチマウス（Mastomys natalensis,en:Natal Multimammate Mouse）が自然宿主である。感染しているネズミは症状を示さず、排泄物、唾液中に終生ウイルスを排出する。基本的に空気感染せず接触感染であるが、ヒトは咳などの飛沫感染により伝播し二次感染も起こるが、手肌の接触程度では感染しない。
サハラタチチマウスは西アフリカに生息するためラッサ熱も西アフリカで発生する。潜伏期間は6 - 17日で致死率は感染者の1-2%である。日本では1987年の輸入例を除き発生はない。また、非感染地域での2次感染は報告されていない。
ラッサウイルスは、4つのサブグループから形成される。ナイジェリアに3つのサブグループがあり、ギニア、リベリア、シエラレオネに残りのサブグループが存在する。
ナイジェリアでは風土病扱いとなっている。ウイルス性出血熱のくくりでは、エボラ出血熱やマールブルグ病と比べ致死率は低いものの流行の規模が大きいため、2018年に150人、2020年1月だけに限れば41人以上の死者を出している。

## 症状
特異的な症状は示さない。数日～16日の潜伏期を経て徐々に進行し主な症状は発熱、頭痛、倦怠感、関節痛、咽頭痛、嘔吐、下痢、吐血、下血、粘膜出血などインフルエンザ様症状の出現。脳炎症状を併発する場合もある。重症例では顔面、頚部の浮腫、粘膜出血、中心性チアノーゼからショックに至り、ときに再燃がみられ、また回復後になって知覚神経麻痺（代表は聴覚障害）・歩行失調や後遺症として聴覚障害が25%ほどがみられる。多くの神経症状は自己免疫によって発生した微小血管炎によるものである。

## 診断
BSL-4レベルの施設で、培養細胞を用いて咽頭ぬぐい物、血液、尿などからウイルスを分離。血液などの検体からPCR、ELISA、免疫抗体法などで遺伝子や抗体を検出する。鑑別診断は他のウイルス性出血熱、発熱性感染症の原因病原体の不検出。臨床検査所見として、蛋白尿、GOT、GPTの上昇が見られる。

## 治療
リバビリンの有効性が示唆されているが、使用群と非使用群に有意差なしという報告もある。患者の退院は血液、尿からウイルスの非分離が条件となる。

## 関連法規
感染症法における一類感染症で、診断した医師はただちに最寄りの保健所に届け出る。検疫法における検疫感染症である。